# San Bartolomeo Val Cavargna
San Bartolomeo Val Cavargna – miejscowość i gmina we Włoszech, w regionie Lombardia, w prowincji Como.
Według danych na rok 2018 gminę zamieszkiwało 1010 osób, 96 os./km².